# Дијететски суплементи
Дијететски суплементи или додаци исхрани су производи који својим активним састојцима могу да помогну, појачају или асистирају јачању природних функција организма. У потенцијалне кориснике дијететских суплемената спадају; особе са повећаним нутритивним потребама, особе са смањеним уносом појединих састојака хране, особе код којих се жели постићи одређено физиолошко деловање и особе из посебне категорије становништва (деца, труднице, спортисти). Дијететски суплементи су доступни у виду пилула, капсула, таблета, или течности. Додатак може обезбедити хранљиве материје било екстраховане из извора хране или које су синтетичке, како би се повећала количина њихове потрошње. Класа хранљивих састојака укључује витамине, минерале, влакна, масне киселине и аминокиселине. Додаци ишрани такође могу да садрже супстанце за које није потврђено да су неопходне за живот, али се продају као да имају благотворно биолошко дејство, као што су биљни пигменти или полифеноли. Животиње такође могу бити извор додатака састојака, као што је колаген из пилића или рибе, на пример. Они такође продају појединачно и у комбинацији, и могу се комбиновати са хранљивим састојцима. Европска комисија је такође успоставила усклађена правила како би се осигурало да су додаци ишрани безбедни и на одговарајући начин означени. Стварајући индустрију за коју се процењивало да ће имати вредност од 151,9 милијарди долара у 2021. години, постоји више од 50.000 производа који су додаци исхрани и који се продају у Сједињеним Државама, где око 50% одрасле популације Америке конзумира дијететске суплементе. Мултивитамини су најчешће коришћени производи међу врстама дијететских суплемената. Национални институт за здравље Сједињених Држава наводи да суплементи „могу бити од вредности“ за оне којима недостаје хранљивих материја у исхрани и добијају одобрење од свог лекара.
У Сједињеним Америчким Државама, противно је савезним прописима да произвођачи суплемената тврде да ови производи спречавају или лече било коју болест. Компанијама је дозвољено да користе израз „структура/функција“ ако постоје научни докази да суплемент има потенцијални ефекат на здравље. Пример би био...„помаже у одржавању здравих зглобова“,
али етикета мора да садржи одрицање одговорности у коме се наводи да Управа за храну и лекове (FDA) „није проценила тврдњу“ и да производ дијететског суплемента није намењен за „дијагностику, лечење, да излечи или спречи било коју болест“, јер само лек може легално да постави такву тврдњу. FDA спроводи ове прописе и такође забрањује продају суплемената и састојака додатака који су опасни, или додатака који нису направљени у складу са стандардизованим добрим производним праксама (GMP).

## Дефиниције

### Храна
Храна је свака супстанца или производ, прерађена, делимично прерађена или непрерађена, а намењена је за исхрану људи, осим: хране за животиње које не служе за производњу хране, живих животиња, ако нису припремљене за стављање у промет ради исхране људи, биљака пре жетве, бербе или убирања плодова, медицинских производа (лекова), козметичких производа, дувана и дуванских производа, наркотика или психотропних супстанци, остатака (резидуа) и контаминената.
Храна је и пиће, гума за жвакање, као и било која супстанца наменски додата храни током припреме, обраде или производње. Храна је и вода за пиће, укључујући воду у оригиналној амбалажи (стона вода, минерална вода и изворска вода), као и вода која се употребљава, односно додаје током припреме, обраде или производње хране.

### Дијететски производи
Дијететски производи су намирнице које се због посебног састава или посебног начина производње јасно разликују од намирница нормалног састава и које су погодне за посебно наведену нутритивну намену за коју се стављају у промет. Дијететски производи намењени су да задовоље посебне нутритивне захтеве:
здраве одојчади и мале деце, одређене категорије лица код којих је поремећен процес варења или метаболизмам, одређене категорије лица које се налазе у посебним физиолошким стањима и код којих је потребно постићи посебно деловање контролисаним уносом одређених састојака хране.
Дијететски производи зависно од састава и намене, могу бити:
- формуле за одојчад
- храна за одојчад и малу децу
- храна за особе на дијети за мршављење
- храна за посебне медицинске намене
- храна за особе нетолерантне на глутен
- замене за со за људску исхрану
- дијететски суплементи

### Дијететски суплементи

#### Сједињене Државе
Дијететски суплементи, како је то написано у директиви (енгл. Dietary Supplement Health and Education Act of 1994) Америчке канцеларије за дијететске суплементе, дефинишу као: производи (сем дувана) који су намењени суплементирању исхране и који у себи садрже једну или више следећих компоненати: витамине, минерале, биљке и друге биљне производе, аминокиселине, дијеталне супстанце које повољно утичу на унос хране, концентрате, метаболите, конституенте, екстракте или разне комбинације ових компоненти.

#### Европска унија
У „Директиви за исхрану Европске уније 2002/46/EC“ из 2002. као дијететски суплементи се означавају; намирнице чија је намена да допуне нормалну исхрану и које су концентрисани извори хранљивих материја и других супстанци неопходних у исхрани или физиолошким процесима, било самостално или у комбинацији, а на тржишту се продају у дози или облику као што су капсуле, пастиле, таблете, пилуле и других слични облици, кесице прашка, ампуле течности, и других слични облици течности и прашкови и дизајнирани су тако да се могу конзумирати у одмерено малим количинама.
Према томе, суплементи се дефинишу као намирнице које допуњују нормалну исхрану и;
- представљају концентроване изворе витамина, минерала, аминокиселина или других супстанци са хранљивим или физиолошким ефектом, појединачно или у комбинацији
- у промету се налазе у дозираним облицима дизајнираним да се узимају у одмереним појединачним количинама (капсуле, пастиле, таблете, пилуле, кесице прашка, ампуле течности, бочице за дозирање у капима и сл)
- у организам се уноси концентрована форма биоактивне супстанце која није у матриксу намирнице
- дозе могу значајно да премаше количине заступљене у уобичајеним намирницама у свакодневној исхрани.

## Основне поставке
Како је као предуслов за одржавање доброг здравља важна правилна и разноврсна исхрана, доказано је да се уношењем одговарајућих нутритивних (хранљивих) састојака може спречити настанак многих обољења. Тако у групу нутритивних састојака који могу допринети побољшању здравља и превенцији неких болести спадају и дијететски суплеметни или допуне у исхрани, чија примена мора бити заснована не само на искуству традиционалне медицине и препорукама произвођаћа, већ и на савременим научним сазнањима.
Дијететски суплементи су понекад веома слични лековима, не само по спољашњем изгледу, већ и по саставу јер често у себи садрже исте супстанце (нпр. витамине, глукозамин сулфат, хондроитин сулфат, итд..) Разлика је обично (али не увек) у примењеним дозама и начину употребе или намени.
| Поље разлике  | Дијететски суплементи | Лекови         |
| ------------- | --------------------- | -------------- |
| Законодавство | храна                 | лек            |
| Корисници     | сви                   | болесни        |
| Безбедност    | ризик                 | ризик/предност |
| Продаја       | слободна              | у апотекама    |
| Захтев        | смањен ризик          | лечење болести |

Дијететски суплементи или допуне у исхрани спадају у категорију хране, и не могу се назвати леком,  али се за њих може тврдити да имају благотворне ефекте на здравље корисника и да су зато пожељни у исхрани. Зато се на дијететским суплементима истичу декларације да они служе у сврху постављања дијагнозе, лечења и превенције било које болести или стања. У Директиви за исхрану Европске уније 2002/46/EC из 2002. захтева се да дијететски суплементи буду безбедни у погледу доза и чистоће. Само они дијететски суплементи за које је доказано да су безбедни могу се наћи на тржишту ЕУ и продавати без лекарског рецепта.
Скраја 20. века у свету је започео процес перманентног пораста интересовања, све већег броја људи, за коришћење дијететских суплемената или додатака у исхрани. Тако је само у Европи током 2003. трговина биљним препаратима достигла ниво од 5,3 милијарде долара (Немачка 2,1, Француска 1,1 док су све остале земље ЕУ у ту сврху потрошиле 2,1 милијарду долара) Оваквом интересовању и потрошњи умногоме је допринела све агреагресивнија рекламна кампања произвођача дијететских суплемента који нуде биљне суплементе у циљу унапређења општег здравља, поправљања енергетског стања и кондиције, и спречавања и лечења разних обољења. Зато дијететске суплементе најчешће користе особе са различитим здравственим проблемима, међу којима и многе које имају тешка обољења попут тумора, алкохоличари или гојазне особе

На основу неких података изнетих на „Другом Конгресу о начину исхране становништва Србије“ одржаном 2009. у Београду, заступљеност појединих намирница у структури дневне исхране и проценат уноса нутријената, веома су забрињавајући и потврђују могућност постојања нутритивних дефицита међу становништвом Србије. Зато се све више у Србији намеће потреба за правилном и рационалном употребом дијететских суплемената који могу имати значајну улогу не само у процесу самомедикације, превенцији и дијетотерапији, већ и у различитим медицинским стањима, код различитих популационалних група, и у одржавању доброг здравља.
| Где пацијенти купују дијететске суплементе  | Примену суплемента је прпоручио |
| ------------------------------------------- | ------------------------------- |
| Дрогерије и продавнице здраве хране (13,9%) | Лекар (25%)                     |
| Супермаркет (29,2%)                         | Фармацеут (30,5%)               |
| Апотека (44,4%)                             | Медији (25%)                    |
| Од овлкашћених дистрибутера (11,1%)         | Пријатељи (16,7%)               |
| Остало (1,4%)                               | Остало (2,8%)                   |

## Законска регулатива
„Правилником о здравственој исправности дијететских производа“ (Сл. Гласник РС бр.45/од 3. јула 2010) у Србији је прописана обавеза уписа дијететских суплемента у базу података Министарства здравља пре њиховог пуштања у промет. По овом Правилнику производи се категоризује у групу дијететских суплемената само ако по свом квалитативном и квантитативном саставу, дозирању и дејству не припадају групи лекова, односно не треба да буде регистровани у Агенцији за лекове и медицинска средства Србије као лек.
До доношења Правилника АЛИМС је обављала класификацију производа, тако што је подносиоцима захтева за класификацију издавали мишљења да неки производ није лек , а од доношења Правилника обављање послова категоризације дијететских суплемената у Србији од АЛИМС-а преузео је Фармацеутски факултет Универзитета у Београду (уместо установљења посебне комисије како је то регулисано у ЕУ).
За разлику од Србије, у земљама у окружењу, као што су Хрватска или Словенија , постоје посебне комисије при институтима за јавно здравље које разматрају сваки дијететски препарат и доносе мишљење о њему, узимајући у обзир регулативу своје земље и регулативу земаља чланица ЕУ (због настојања да се ова врста прописа усклади на нивоу свих чланица ЕУ).